# Mychoplectra audens
Mychoplectra audens är en mossdjursart som först beskrevs av Ernst Marcus 1949.  Mychoplectra audens ingår i släktet Mychoplectra och familjen Electridae. Inga underarter finns listade i Catalogue of Life.